# Craterostigma syncerus
Craterostigma syncerus är en tvåhjärtbladig växtart som först beskrevs av Seine, Fischer och Barthlott, och fick sitt nu gällande namn av Fischer, Schäferhoff och Müller. Craterostigma syncerus ingår i släktet Craterostigma och familjen Linderniaceae. Inga underarter finns listade i Catalogue of Life.